# Bactrocera fulvifemur
Bactrocera fulvifemur is een vliegensoort uit de familie van de boorvliegen (Tephritidae). De wetenschappelijke naam van de soort werd voor het eerst geldig gepubliceerd in 1994 door Drew en Hancock.